# جسیکا آگیلار
جسیکا آگیلار (انگلیسی: Jessica Aguilar؛ زادهٔ ۸ مهٔ ۱۹۸۲) ورزشکار هنرهای رزمی ترکیبی اهل مکزیک است.